# Saint-Baraing
Saint-Baraing és un municipi francès situat al departament del Jura i a la regió de Borgonya - Franc Comtat. L'any 2007 tenia 202 habitants.

## Demografia

### Població
El 2007 la població de fet de Saint-Baraing era de 202 persones. Hi havia 82 famílies de les quals 20 eren unipersonals (12 homes vivint sols i 8 dones vivint soles), 29 parelles sense fills, 25 parelles amb fills i 8 famílies monoparentals amb fills.
La població ha evolucionat segons el següent gràfic:
Habitants censats

### Habitatges
El 2007 hi havia 98 habitatges, 84 eren l'habitatge principal de la família, 3 eren segones residències i 10 estaven desocupats. 94 eren cases i 4 eren apartaments. Dels 84 habitatges principals, 73 estaven ocupats pels seus propietaris i 11 estaven llogats i ocupats pels llogaters; 2 tenien dues cambres, 10 en tenien tres, 31 en tenien quatre i 41 en tenien cinc o més. 71 habitatges disposaven pel capbaix d'una plaça de pàrquing. A 37 habitatges hi havia un automòbil i a 43 n'hi havia dos o més.

### Piràmide de població
La piràmide de població per edats i sexe el 2009 era:
| Homes | Edats   | Dones |
| ----- | ------- | ----- |
| 0     | 95 o +  | 0     |
| 0     | 90 a 94 | 0     |
| 1     | 85 a 89 | 2     |
| 3     | 80 a 84 | 0     |
| 5     | 75 a 79 | 4     |
| 1     | 70 a 74 | 4     |
| 4     | 65 a 69 | 3     |
| 4     | 60 a 64 | 6     |
| 5     | 55 a 59 | 7     |
| 7     | 50 a 54 | 4     |
| 9     | 45 a 49 | 8     |
| 10    | 40 a 44 | 10    |
| 5     | 35 a 39 | 3     |
| 8     | 30 a 34 | 6     |
| 6     | 25 a 29 | 4     |
| 6     | 20 a 24 | 4     |
| 6     | 15 a 19 | 5     |
| 4     | 10 a 14 | 5     |
| 6     | 5 a 9   | 7     |
| 6     | 0 a 4   | 3     |

## Economia
El 2007 la població en edat de treballar era de 133 persones, 103 eren actives i 30 eren inactives. De les 103 persones actives 90 estaven ocupades (49 homes i 41 dones) i 13 estaven aturades (5 homes i 8 dones). De les 30 persones inactives 13 estaven jubilades, 5 estaven estudiant i 12 estaven classificades com a «altres inactius».

### Ingressos
El 2009 a Saint-Baraing hi havia 99 unitats fiscals que integraven 257,5 persones, la mediana anual d'ingressos fiscals per persona era de 18.064 €.

### Activitats econòmiques
Dels 4 establiments que hi havia el 2007, 1 era d'una empresa de construcció, 1 d'una empresa de transport, 1 d'una empresa d'informació i comunicació i 1 d'una empresa de serveis.
L'any 2000 a Saint-Baraing hi havia 7 explotacions agrícoles que ocupaven un total de 404 hectàrees.

## Poblacions més properes
El següent diagrama mostra les poblacions més properes.